# Naďa Válová
Naďa Válová (* 24. května 1979 Příbram) je česká šansoniérka s osobitým hlasem, textařka s vlastní autorskou tvorbou, učitelka a propagátorka netradiční výuky zpěvu.

## Život
Narodila se v Příbrami, ale po třech letech se s rodinou odstěhovala do Prahy a prožila dětství v Hostivaři. Základní vzdělání získala na Hornoměcholupské základní škole, na střední odborné škole vystudovala obor fotografie. V roce 1992 ukončila studium tanečního oboru na Lidové škole umění u profesorky Bohumíry Cveklové. V roce 1995 se narodil její bratr Dominik a v roce 2002 se rodina přestěhovala do pražských Holešovic. Naďa Válová je vdaná a má dva syny. Kromě Prahy a rodné Příbrami žila také v jihočeských Hrdějovicích, kam se stále ráda vrací. Ve chvílích volna se věnuje své rodině. Kromě zpěvu a hudby ráda tvoří z přírodnin, odpočívá u mluveného slova a četby, cestuje kamkoli, kde je horko, miluje moře. Má smysl pro humor, životní elán a dar empatie. Jejím snem je procestovat Jamajku. Miluje sovy a motýly, pastelové barvy, černou a bílou barvu, věnuje se autorskému psaní.
Naďa Válová zpívá od tří let, v šestnácti letech založila svou první kapelu a o deset let později (2005) se zúčastnila druhé řady celostátní pěvecké soutěže Česko hledá SuperStar. Zde zaujala Michala Horáčka, který ji přivedl k Petru Hapkovi, Michaelu Kocábovi a dalším zpěvákům české populární scény. V následujících letech vystřídala několik občanských zaměstnání, aby se uživila (prodavačka, servírka apod.), a připravovala se na pod vedením svých mentorů na profesní dráhu zpěvačky i učitelky zpěvu. Tvrdou „školu života“ zúročila ve společných projektech, které získaly divácký ohlas i ocenění.

## Sdílené projekty

### Ohrožený druh a Kudykam (2003–2011)
Šlo zejména o Horáčkův projekt Ohrožený druh, který měl premiéru ve Švandově divadle v Praze v září 2009. Projekt vytvořit desku s různými autory a interprety vznikl již v roce 2003 a album vyšlo na podzim roku 2008. Na jeho konečné podobě se podíleli Petr Hapka, Jarda Svoboda, Milan Vyskočko, Hana Robinson, Ivan Hlas a skupina Čechomor a účastnily se ho méně známé zpěvačky, kromě Nadi Válové i Hana Robinson, Natálie Kocábová, Tereza Nekudová a další. Album bylo přes tři měsíce v čele tuzemské hitparády nejprodávanějších nahrávek. Získalo prestižní hudební ceny Deska roku pro nejprodávanější Album roku 2008 při udílení hudebních cen Anděl a v roce 2009 ocenění platinovou deskou za 30 tisíc prodaných kusů. Příběhy vyprávěné z ženské perspektivy – od maturantky po důchodkyni – dostaly název Ohrožený druh podle jedné z písní a podle Horáčka se nevztahuje primárně k ženám. „Ohroženi jsme všichni, protože jsme tak omylní lidé, křehcí a vratcí," uvedl Horáček.
Lyrikál Kudykam je další úspěšný projekt Michala Horáčka, z nichž některé byly zhudebněny Petrem Hapkou. Uváděn byl nejprve od 21. října 2009 do 16. ledna. 2011 ve Státní opeře Praha, poté v Janáčkově divadle v Brně, čtyři představení 3.– 5. června 2011 a tři představení 18.– 19. října 2011. K projektu vyšlo CD a DVD. Jde o divadelní hru s písněmi složenou z více než dvou tisíc veršů, kterou v originálních kostýmech zhlédli diváci karlovarského filmového festivalu na Tržní kolonádě ještě před pražskou premiérou. Bujarou show moderoval Milan Šteindler. Naďa Válová hrála postavu Cizí ženy. Do zákulisí přípravy lyrikálu lze nahlédnout v šestidílném dokumentu České televize. Dokument v jednotlivých dílech nabízí setkání s lidmi z hudební i divadelní praxe, kteří projekt realizovali kompozičně i scénograficky. 

### Festival ProART (2004–2025)
Mezinárodní Workshopy Festivalu ProART "Proměnit_Uzdravit_Uměním" se konají od roku 2004 v různých městech České republiky (Praha, Brno, Valtice, Liberec, Plzeň, Mikulov, Jičín, Slavonice, Olomouc, Moravský Krumlov, Zámek Kačina). Jde o setkávání amatérů s profesionálními umělci s výukou a večerním programem, který propojuje hudbu, tanec, zpěv, herectví, fotografii a výtvarné umění. Jeho spouzakladatelem je tanečník, choreograf, režisér a pedagog Martin Dvořák (* 23. ledna 1979 Brno),ředitel, umělecký vedoucí a manažer tanečně-divadelního souboru ProART Company. Ten se zaměřuje na nové choreografické koncepty pro vážnou hudbu, literární předlohy a sociální témata dnešní doby. Naďa Válová vedla dílnu Netradiční výuky zpěvu ve Slavonicích (2024) a v Jičíně (2025). Interpretační hlasové a hudební dílny v letech 2024 a 2025 nabídli rovněž Marián Balog, Dílna romského zpěvu a hudby; Zdeněk Bína, Hudebně-vokální tvůrčí dílna; Thom Artway, Kreativní hudebně-pěvecká dílna: Od první inspirace k písni; Lenka Dusilová, Kreativní hudebně-pěvecká dílna; Pavla Fendrichová, Krajinami hlasu-pěvecko-hlasová dílna; Radka Fišarová, Pěvecká tvůrčí dílna POP a MUZIKÁL; Beata Hlavenková, Hudebně tvůrčí dílna Beaty Hlavenkové; sopranistka Iveta Jiřiková, Operní interpretační kurzy; Hana Hána a Sára Medková, Hlasová a hudební tvůrčí dílna.

## Profilová alba

### Debutové album Černá (Warner Music 2019)
První sólové album Nadi Válové album vydáno ve spolupráci s Bárou Basikovou v roce 2019 a nese název Černá. Jsou na něm písně několika autorů na Horáčkovy texty. Je to profilová časosběrná deska, na které jsou písně z autorské dílny Petra Hapky, se kterými Naďa vystupovala na stovce koncertů od roku 2008. Některé z nich napsal Hapka přímo pro ni, ale k posluchačům se dostaly v podání jiných interpretů. Výběr písní nebyl náhodný, zohlednil osobitou interpretaci Nadi Válové a její pěveckou zkušenost i životní příběh. Přála si zařadit Hapkovu píseň Havrani na sněhu, což je skladba na pěti tónech. Nové písně vybrala producentka Bára Basiková tak, aby ladily s Hapkovými a vynikl hlas i výraz interpretky. Písně v minimalistickém aranžmá byly nahrané bez střihu, interpretka je na mikrofon nazpívala vcelku. Na debutantku, která má minimální zkušenosti se studiovou prací, to byl úžasný výkon. „Naďa se za minimálně dvanáct let koncertních turné s písněmi sžila, a to i s těmi, které sama nezpívala. Slyšela je stokrát a chtěla si je zazpívat. Takže je to přehled toho, co dosud dělala, plus něco nového,“ vysvětluje Horáček. Jedině píseň Krev a šroubky ještě na žádném albu nevyšla. Výsledkem je tedy nahrávka, která má ambici představit Naďu Válovou a její schopnosti širšímu publiku.

### Díky vám (2023)
Hudební projekt s názvem Díky vám obsahuje ve čtrnácti skladbách převzatých neznámých písní z různých zemí rozmanité lidské prožitky (radost, smutek, ztrátu, rozvod, svatbu, zrození, smrt, lásku). Byly vybrány bez ohledu na původ, rozhodovaly pocity a emoce z každé dané skladby tak, aby to odpovídalo současnému hudebnímu rozpoložení interpretky. Album je laděné do rockových a lyrických balad s velkým hlasovým rozsahem, doprovázených vlastní kapelou ve složení kytara, klavír, baskytara a bicí, ve dvou písních zazní housle a saxofon. Jde o textařsky spektrální album s autorskými texty interpretky, texty Vladyho Gryce a dvěma šansony z pera Michala Horáčka. Na nahrávce jsou jako hosté dva rockoví bardi a dva šansony jako připomenutí úzké spolupráce zpěvačky s Petrem Hapkou. Celé album je laděno do melancholie, smutku a hlubšího prožitku.

## Vlastní projekty

### Pěvecká škola Nadi Válové
Naďa Válová se věnuje kromě sólové hudební kariéry i výuce zpěvu vlastní pěveckou technikou. Netradiční výuka metodou postupných kroků upevňuje základy nutné pro zdravý hlasový projev pro studenty různých věkových kategorií. Naďa Válová se věnuje těm, kdo mají chuť, zájem a vůli zpívat. Svým  odborným vedením a zkušenostmi dokáže odstranit špatné návyky a ukázat, jak si osvojit základy správné hlasové hygieny a kultivovat hlasový projev. Zaměřuje se na žánry, které si osvojila dlouholetou praxí. 
Obory: Rockový zpěv, Hudební angličtina pro děti, Koučink, Jevištní projev, Tvůrčí psaní pro děti i dospělé, Bluesový zpěv, Country zpěv aj. 
Prakticky zaměřená výuka zahrnuje nácvik sólového a sborového zpěvu (dýchání, frázování, hlasovou modulaci aj.), jevištní projev (gestikulaci, vnitřní prožitek aj.), kompozici, aranžmá, kontakt s publikem apod. Přístup k žákům je individuální, zohledňuje vzájemný respekt a empatii a vyžaduje systematickou domácí přípravu. Na pravidelných koncertech žáci vystupují sólově i ve sboru. Absolventské koncerty jsou přehlídkou toho, co se během školního roku naučili. Škola má hlavní sídlo v Praze, vyučuje se také na jihu Čech (Hrdějovice) a ve středních Čechách (Příbram). 

### Muzikohraní
V Příbrami jde o žáky s handicapem. Jde o klienty sdružení Alka, o.p.s., se kterými kromě muzikoterapie je připravováno veřejné vystoupení – AlkaFEST, vánoční představení v příbramském Junior klubu apod. Na začátku muzikohraní žáci rozvibrují hlasivky při zpěvu stupnice a opakují známé písničky o květinách a zvířatech. Praktikantka Anička je doprovází na piano a ve spojení s ostatními hudebními nástroji vznikne hudební orchestr. Na oficiální stránce sdružení je ukázka ze zkoušky sboru pod vedením Nadi Válové: Viky, Libor, Jakub, Martina, Jakub, Jirka, Monika, Katka a Petr se těší na vystoupení, všichni budou hosty Nadina velkého koncertu, napojení s klienty Alka je jedinečné, oboustranné, přímé a bezprostřední.

## Koncertní činnost

### Pravidelné koncerty (výběrově)

#### 1994–2022
Naďa Válová vystupuje na jevištích od roku 1994. Od roku 2012 koncertuje sólově, nejprve v doprovodu Hany Robinson, v témže roce zahájila projekt „S úctou Evě Olmerové“ a „Koncerty Nadi Válové“. V letech 2013 a 2014 se účastnila projektu Královny popu, po smrti Petra Hapky, v letech 2015 a 2016, účinkovala na vzpomínkových koncertech v komplexu O2 arena (Praha 9). Pravidelně pořádá vánoční koncert nevánočních písní Divadlo Horní Počernice (Praha 20), klubové koncerty ve centrech Čech a Moravy (Praha, Brno, Ostrava) a benefiční koncerty v dalších městech po celé republice. Vystupovala např. v cyklu GEN XYZ, Potměšilí hosté, v pořadu Křížem krážem aj. Při koncertech ji doprovází soubor Naďa Válová Band: Jan Kučera/ Martin Rufer (klavír/stage piano), Lukáš Pelikán (kytara), Jan Tengler (baskytara, basa), Miloš Dvořáček ml. (bicí).

##### 2023–2024
- Beranová + Válová Classic meets Pop Vila Engelsmann (Brno)
- Naďa Válová Kostel Zvěstování Panny Marie (Ostrov)
- Naďa Válová + NV band GASK zahrady vodní pódium (Kutná Hora)
- Naďa Válová jako host na přednášce prof. Pafka O štěstí, výtěžek byl věnován na obnovu varhan (Louňovice pod Blaníkem)
- Naďa Válová + žáci z Alky: ALKA FEST+ NV band (Příbram)
- Naďa Válová Šansovy, cisterciácký klášter ve Vyšším Brodě, Dny evropského dědictví (Vyšší Brod)
- Naďa Válová + NV band Lesní divadlo (Příbram)
- Naďa Válová + NV band Smetanův sál gymnázia (Sušice)
- Naďa Válová + klavír (Louňovice pod Blaníkem)
- Naďa Válová + klavíru (Ostrov)
- Naďa Válová + NV band (Hrobce)
- Petře Hapko, Děkujeme! - hostem Michala Horáčka Studio DVA Praha
- Naďa Válová + klavír Sál Pražské konzervatoře
- Naďa Válová + stage piano, Jindřichův Hradec Rondel zámek
- Naďa Válová + stage piano Zarážení hory (Kobylí)
- Naďa Válová + stage piano Svinaře zámek
- Naďa Válová + stage piano kostel (Rudník)
- Naďa Válová + klavír – Host Šansonária Patrika Ulricha. Divadlo Viola (Praha)
- Naďa Válová + klavír (Třebíč)
- Naďa Válová + klavír Jezuitský sál Hotelu Růže (Český Krumlov)
- Naďa Válová Gong (Ostrava)

##### Jubilejní koncerty
- Petr Hapka „80“ – vzpomínkový koncert za účasti mnoha známých umělců, 17. 4. 2024 – Kongresové centrum Praha[12]

- Naďa Válová „45“ – jubilejní koncert s hosty, 23. 5. 2024 – Národní dům na Vinohradech

Jubilejní koncert byl setkáním zpěvaček z Ohroženého druhu, vystoupili také žáci pěvecké školy Nadi Válové: Sboři a žáci z Alky. Koncert byl koncipován jako vzpomínka a průvodce devatenácti lety pěvecké i pedagogické činnosti Nadi Válové. Mezi účastníky byli např. Petr Malásek, Hana Holišová, Lenka Nová, Ondřej Ruml, Věra Nerušilová, Hana Robinson, Tereza Nekudová, Lucia Šoralová, Kateřina Marie Tichá, Xavier Baumaxa, Jan Maxián, Jan Sklenář a Honza Roušar, večerem provázel Jan Smetana.
- Naďa Válová – "20 let na umělecké scéně" – Betlémská kaple Praha

Koncert se uskutečnil  5. 6. 2025 v prostorách Betlémské kaple za doprovodu kapely NV band (Miloš Dvořáček, Jan Tengler, Lukáš Pelikán) a Epoque orchestra. Aranžmá Jan Kučera.

## Citáty
- „Naďa je autentická, svá, na nic si nehraje, a když zazpívá, mám pocit, že se jaksi zastaví svět, že se ocitám v nějakém meziprostoru, a to mě neskutečně baví. Je to žena s osobitým a velkým hlasem i srdcem.“ Hana Holišová, zpěvačka a herečka.
- „Naďa Válová patří k těm interpretkám, která dokáže změnit atmosféru v sále. Dovede rozplakat i rozesmát zároveň. To nedokáže každý.“ Petr Malásek, klavírista a skladatel.
- „Jsem zpěvačkou se starou duší a dle reakcí posluchačů dokážu rozbouřit emoce.“ Naďa Válová, zpěvačka písní, jejichž podání je postaveno na silném, podmanivém hlasu.[13]

## Diskografie

#### 2006 Trochu jinak – produkce Zdeněk Kovařík
- Naďa Válová – Obraz; Naďa Válová – Gemini

#### 2008 Ohrožený druh –Michal Horáčeknejprodávanější titul roku 2008, cenaAndělza album roku 2008
- Jak se ten chlap na mě divá (5:37) Paolo Conte / Text: Paolo Conte, Michal Horáček; zpěv: Lenka Nová a Naďa Válová; úprava aranžmá: Milan Kymlička
- Všechno je, jak má být (3:30) Ivan Hlas / Michal Horáček; zpěv: Naďa Válová; „temné aranžmá“: David Solař, smyčcové aranžmá: Milan Kymlička
- V úzkých (2:48) Petr Hapka / Michal Horáček; zpěv: Naďa Válová; smyčcové aranžmá: Milan Kymlička

#### 2010 Točí se to dokola – Honza Roušar
- Není to fér – zpěv Honza Roušar, Naďa Válová

#### 2019 Černá – produkce Bára Basiková, autorský podílel Michal Horáček, Petr Hapka nebo Ivan Hlas
- Naďa Válová / Černá; S cizím chlapem v cizím pokoji; Sněžná sova; Havrani na sněhu; Všechno je, jak má být; Pokoj 13; Vidíš tu hvězdu; V úzkých; Krev a šroubky; Tolik běsů, tolik víl ...

#### 2019 Putování (1966–2017) – Marta Kubišová
- Modlitba pro Martu – zpěv Marta Kubišová, Hana Hegerová, Bára Basiková, Blanka Šrůmová, Tereza Černochová, Natálie Kocábová, Naďa Válová, Václav Hybš, sbor Lubomíra Pánka; Taneční orchestr ČRo

#### 2022 Za pět dvanáct – Honza Roušar
- Měj mě rád – Honza Roušar, zpěv Naďa Válová

#### 2023 Díky vám
- Naďa Válová / Snad vrátí se brzy; Svatební / duet s Davidem Krausem; A mé dny plynou; Staré rány nebolí; Po sté líbám tvou tvář; Být sám sebou / duet s Bárou Basikovou; Chci čas vrátit; Requiem; Jak dlouho ještě budem zrát; Polozbořený; S láskou; Palačinky / voc. Divokej Bill.

## Galerie

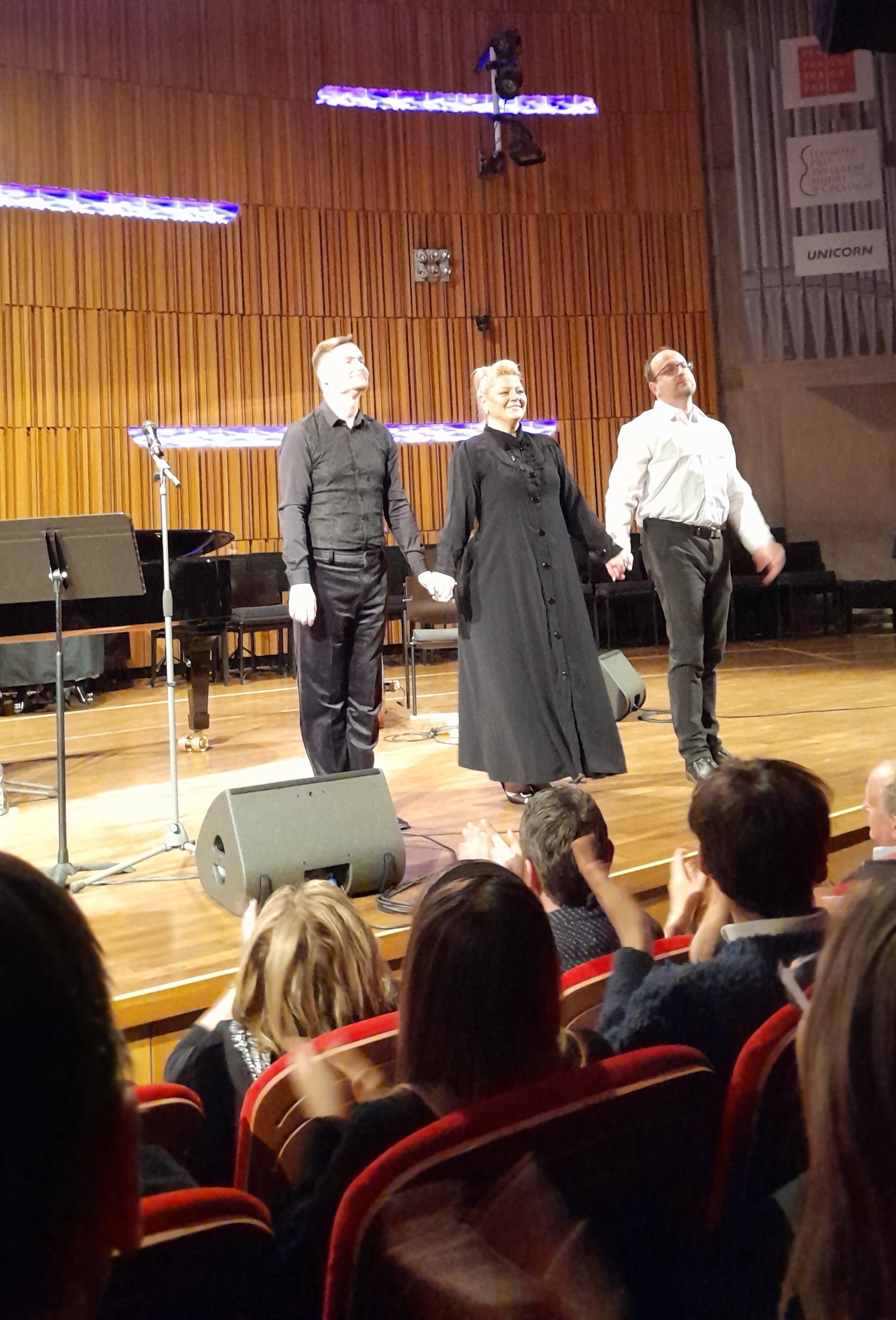
Koncert Nadi Válové 8.3.2024 v sále pražské Konzervatoře
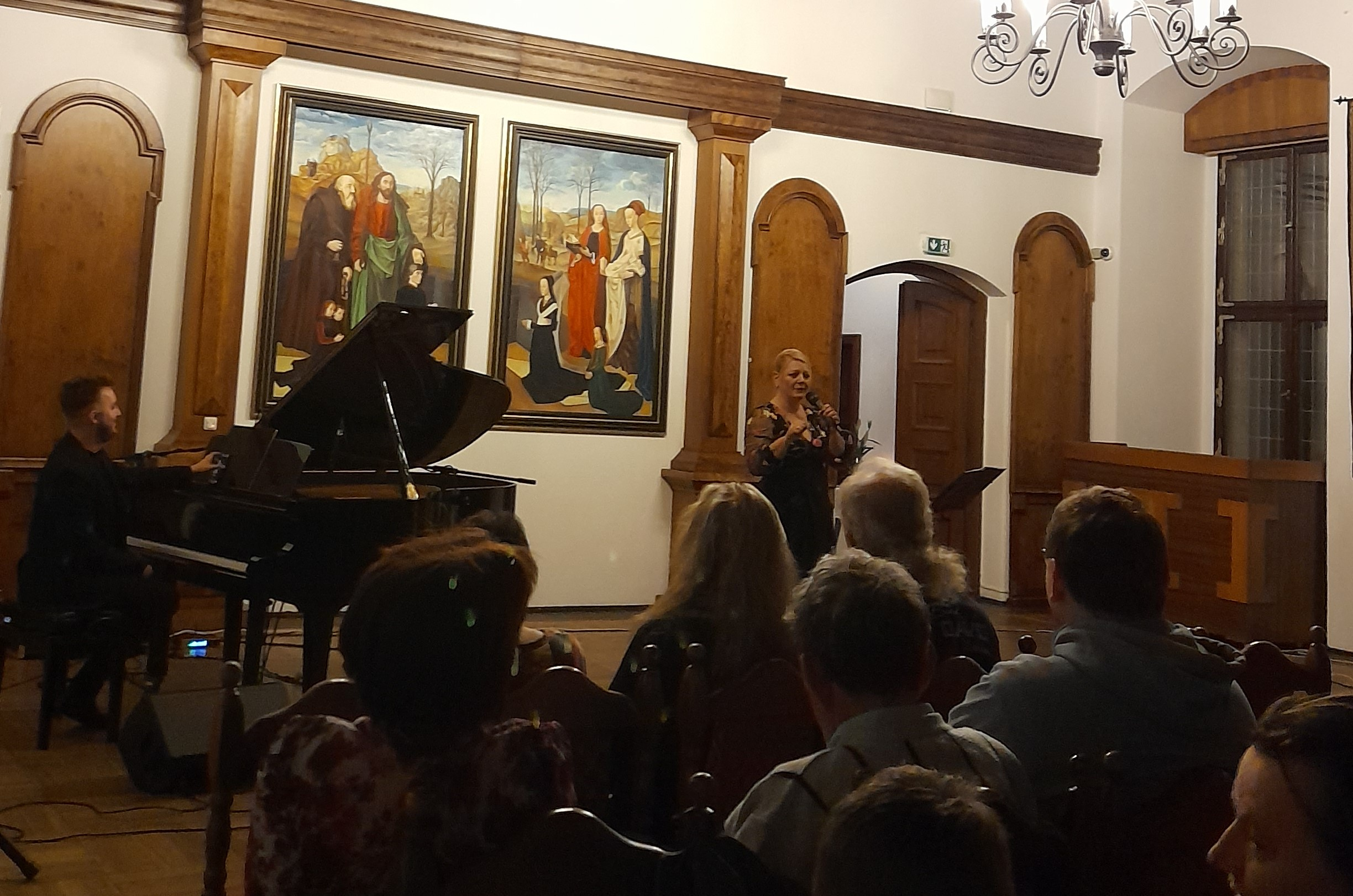
Koncert v hotelu Růže v Českém Krumlově, klavírní doprovod Martin Rufer
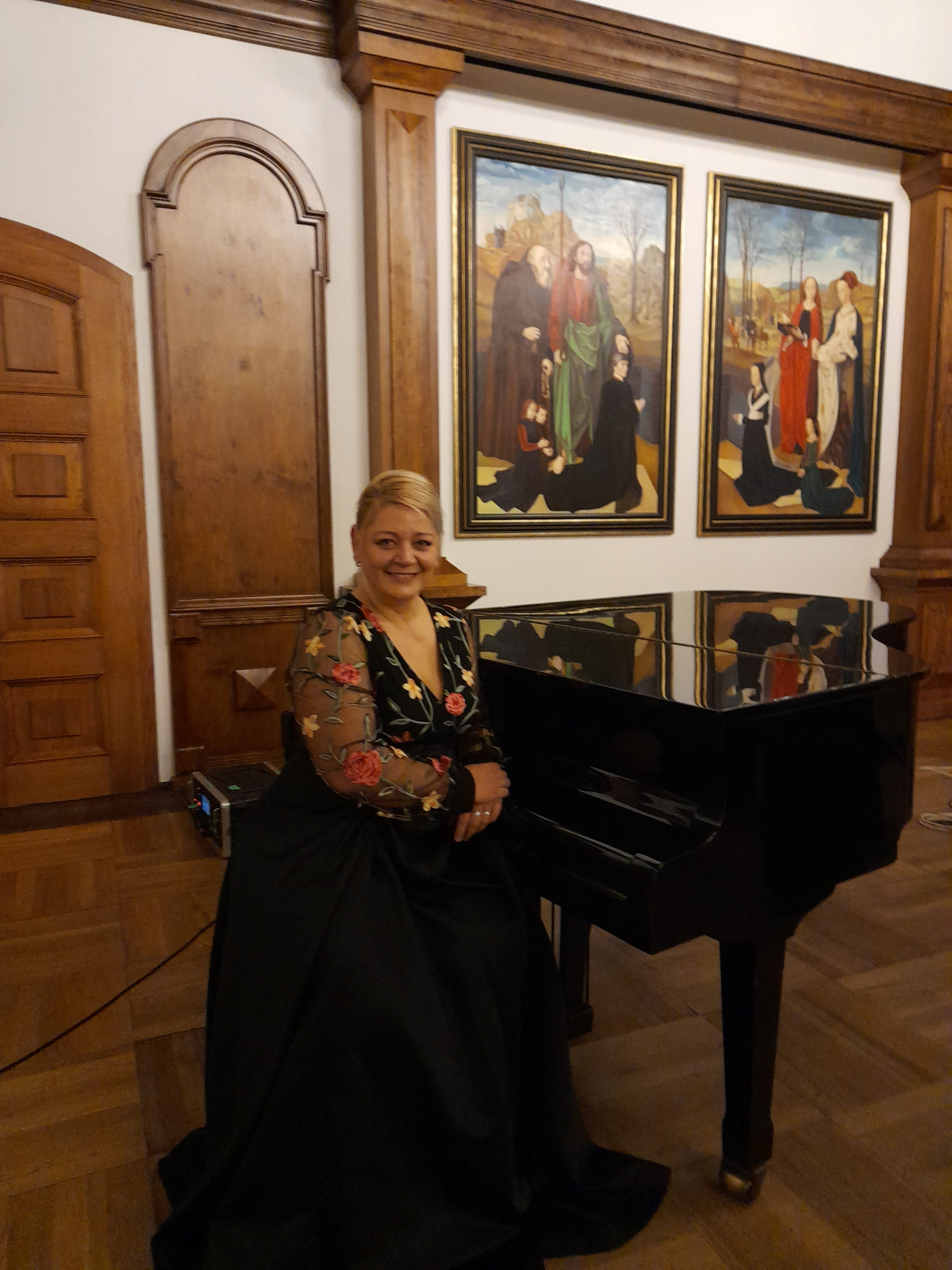
Koncert v jezuitském sále hotelu Růže 9. listopadu 2024
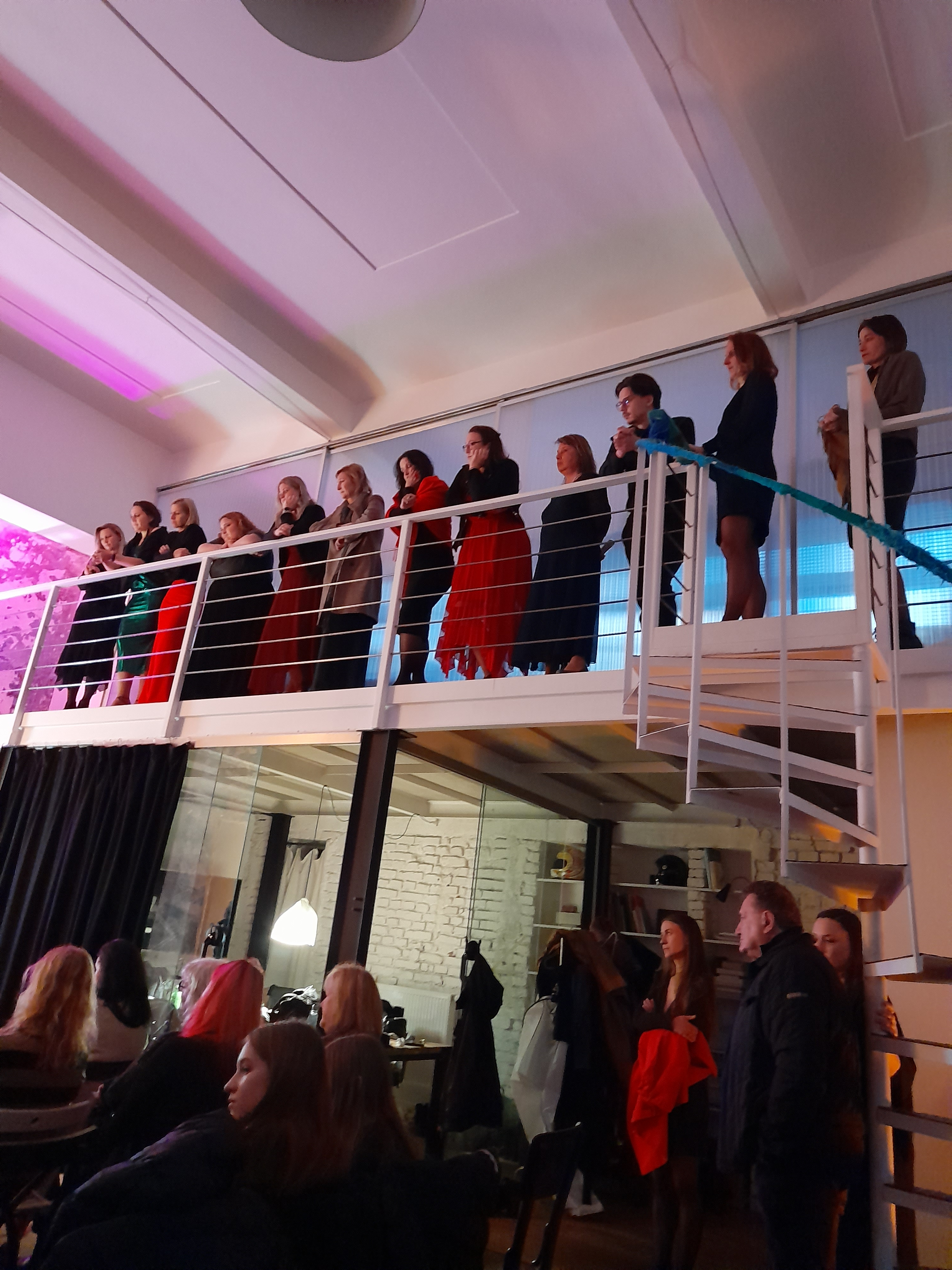
Absolventský koncert Pěvecké školy 25.1.2025 v sále Husova sboru v Praze 4
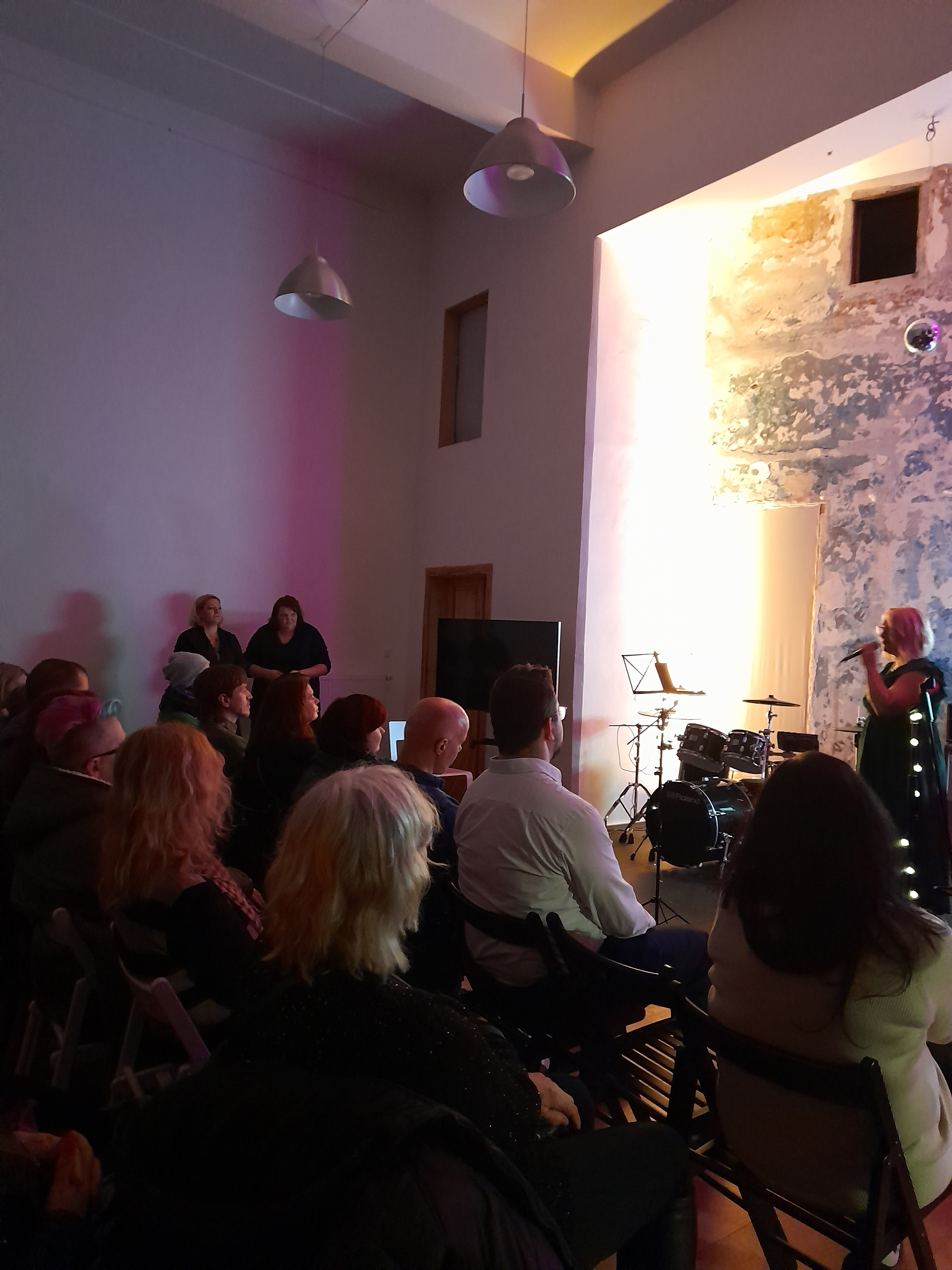
Závěrečné vystoupení na absolventském koncertě 25.1.2025 v Praze
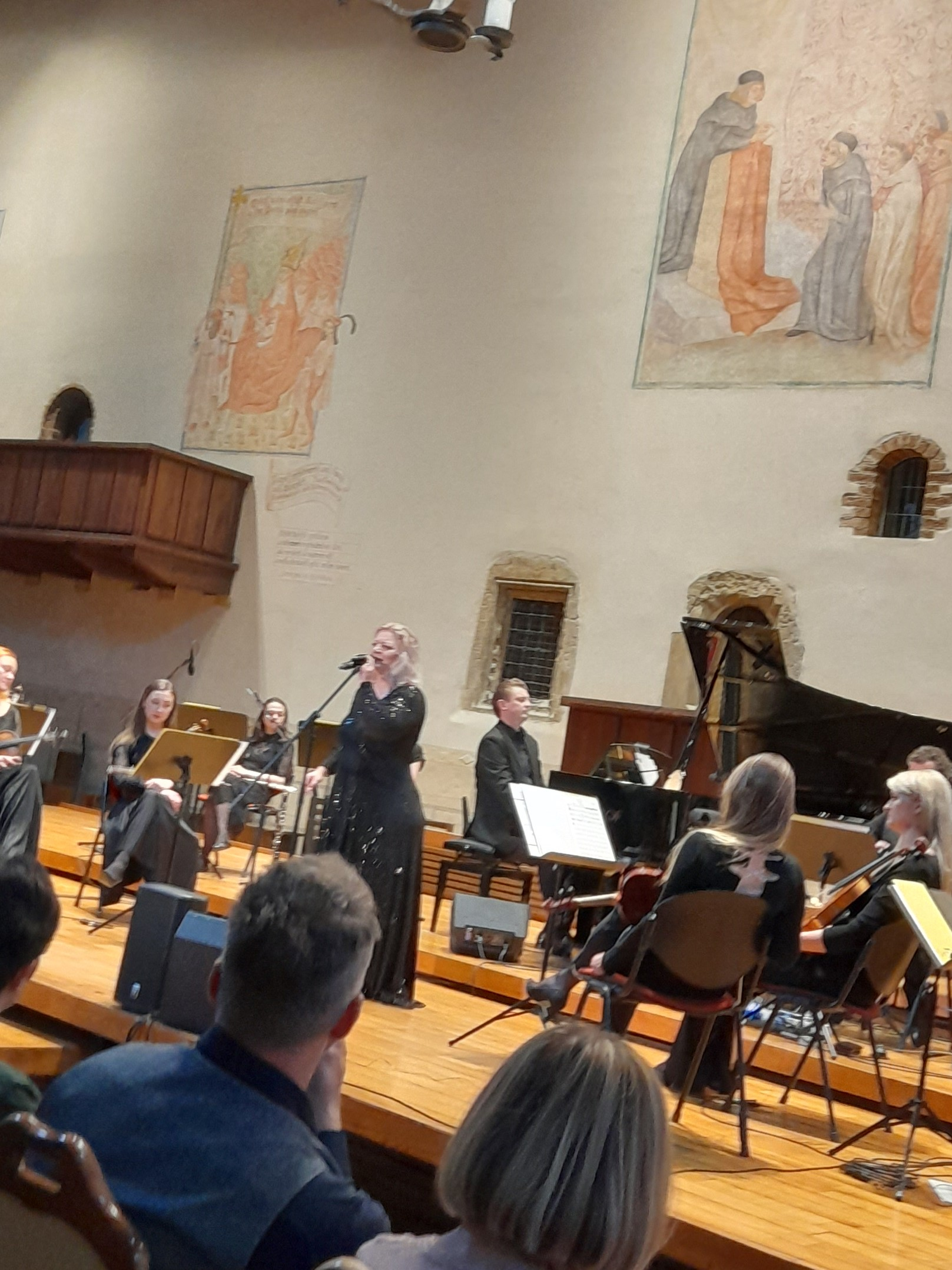
Jubilejní koncert 20 let na scéně 5. 6. 2025 v Betlémské kapli za doprovodu kapely NV band a Epoque orchestra